# Carlos María de la Torre
Carlos María Javier de la Torre y Nieto (Quito, 14. studenog 1873. – Quito, 31. srpnja 1968.), je bio ekvadorski rimokatolički kardinal i nadbiskup Quita. Prvi je Ekvadorac koji je postao kardinalom.

## Životopis
Nakon završetka studija na koncilskom sjemeništu u Quitu, Carlos María odlazi na prestižno Papinsko sveučilište Gregoriana u Rimu, gdje je dobio doktorat iz teologije i kanonskog prava. Zaređen je za svećenika 19. prosinca 1896. te je služio kao profesor dogmatske teologije na sjemeništu, gdje je bio student i jedno vrijeme župnik, u Pelileu. Papa Pio X. imenovao ga je biskupom Loje, 30. prosinca 1911. Za biskupa je psovećen 26. svibnja 1912. godine. Unatoč neobičnom mladenačkom imenovanju za biskupa, prošlo je dugo vremena za daljnja unaprjeđenja; prebačen je u biskupiju Bolivar (1919.), pa biskupiju Guayaquil (1926.) te konačno unaprijeđen u nadbiskupa Quita (1933.) u dobi od 58 godina.
Papa Pio XII. ga je 1946. godine imenovao pomoćnikom Papinskog prijestolja. Kardinalom-svećenikom crkve Santa Maria in Aquiro je postao 12. siječnja 1953. Kardinal de la Torre je sudjelovao na konklavi 1958. godine. Do 1962. godine njegovo zdravlje se ozbiljno pogoršalo da nije mogao sudjelovati na konklavi 1963. godine. On je bio prvi kardinal koji nije sudjelovao zbog zdravstvenih razloga, još od zadnje konklave 1922. kada nisu sudjelovali José María Martín de Herrera y de la Iglesia i Giuseppe Prisco.
Također je naredio početak kauze za proglašenje blaženim te proces kanonizacije za Gabriela Garcíje Morena, predsjednika Ekvadora tijekom devetnaestog stoljeća. Jedan od de la Torreovih glavnih doprinosa ekvadorskom obrazovanju bio je osnutak Papinskog katoličkog ekvadorskog sveučilišta. Odlikovan je španjolskim odlikovanjem Križ Alfonsa X. Mudrog. Za svoje geslo je imao Poslušnost i mir (lat. Obedientia et pax).
Kardinal de la Torre je umro 1968. godine u dobi od 94 godine, a pokopan je u katedrali u Quitu.

## Vanjske poveznice
- (engl.) Carlos María de la Torre na catholic-hierarchy.org